# Bartkówka (województwo śląskie)
Bartkówka – osada leśna w Polsce położona w województwie śląskim, w powiecie kłobuckim, w gminie Kłobuck.